# Sobków (gemeente)
De gemeente Sobków is een landgemeente in het Poolse woiwodschap Święty Krzyż, in powiat Jędrzejowski.
De zetel van de gemeente is in Sobków.
Op 30 juni 2004 telde de gemeente 8243 inwoners.

## Oppervlakte gegevens
In 2002 bedroeg de totale oppervlakte van gemeente Sobków 145,5 km², waarvan:
- agrarisch gebied: 70%
- bossen: 21%

De gemeente beslaat 11,58% van de totale oppervlakte van de powiat.

## Demografie
Stand op 30 juni 2004:
| Omschrijving                   | Totaal | Totaal | Vrouwen | Vrouwen | Mannen | Mannen |
| ------------------------------ | ------ | ------ | ------- | ------- | ------ | ------ |
| eenheid                        | aantal | %      | aantal  | %       | aantal | %      |
| inwoners                       | 8243   | 100    | 4089    | 49,6    | 4154   | 50,4   |
| bevolkingsdichtheid (inw./km²) | 56,7   | 56,7   | 28,1    | 28,1    | 28,5   | 28,5   |

In 2002 bedroeg het gemiddelde inkomen per inwoner 1278,45 zł.

## Aangrenzende gemeenten
Chęciny, Imielno, Jędrzejów, Kije, Małogoszcz, Morawica
- Virtual International Authority File: 302684205